# Апасапан (муниципалитет)
Апасапан (исп. Apazapan) — муниципалитет в Мексике, штат Веракрус, расположен в Столичном регионе штата. Административный центр — город Апасапан.

## Состав
В 2010 году в муниципалитет входило 19 населённых пунктов. Крупнейшие из них:
| Русское название       | Испанское название                 | Население, 2010 год |
| Всего в муниципалитете | Всего в муниципалитете             | 4027                |
| Чауапан                | Chahuapan                          | 824                 |
| Серро-Колорадо         | Cerro Colorado (Estación Apazapán) | 758                 |
| Апасапан               | Apazapan                           | 686                 |
| Тигрильос              | Tigrillos                          | 670                 |
| Агуа-Кальенте          | Agua Caliente                      | 517                 |

## Экономика
Экономика муниципалитета основана на сельском хозяйстве.